# Jean Berlemont
Pour les articles homonymes, voir Berlemont.
 Jean Berlemont  (Anderlecht, 18 août 1901 - Bruxelles, 11 avril 1937) est  un homme politique bruxellois, membre du PCB.

## Biographie
Ouvrier forgeron d'origine flamande, après avoir milité dans son entreprise puis à la CMB,  Jean Berlemont entre au PCB en 1927 où il joue très vite un rôle de premier plan, il fut notamment élève à l’École internationale Lénine. 
En 1933, il est nommé membre du comité central et du bureau politique du Parti. Il fut choisi comme premier directeur  du quotidien « La Voix du Peuple » lors la fondation de l’organe officiel du Parti le 1er octobre 1936.
Jean Berlemont est élu député de Bruxelles le 24 mai 1936, il meurt prématurément à l’âge de 35 ans des suites d’une anémie infectieuse.

## Sources
- Site du Centre des Archives communistes en Belgique (CArCoB)
- Le Maitron en ligne
- L'Humanité, 12 avril 1937